# Marino Lejarreta

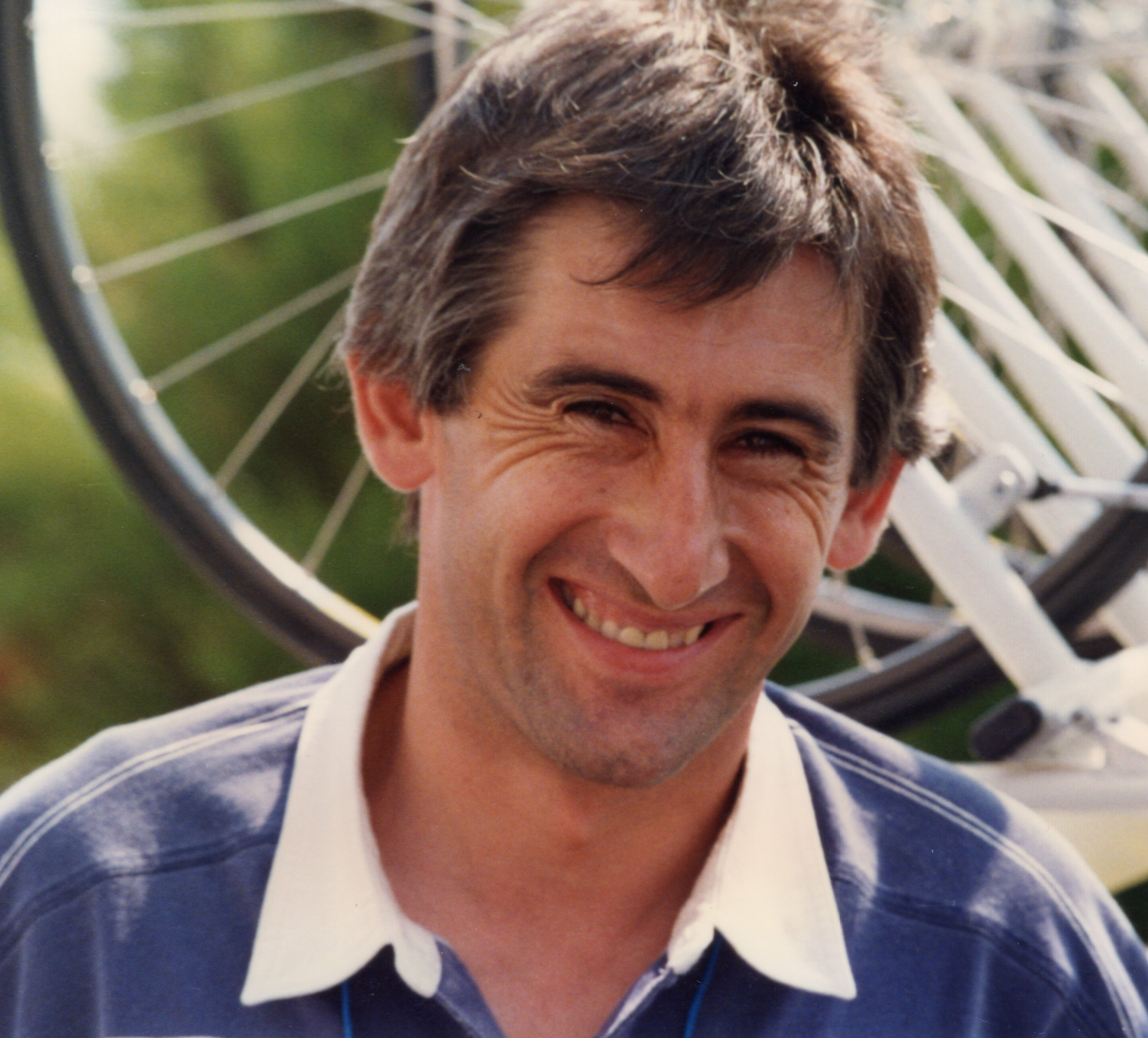
Marino Lejarreta

Marino Lejarreta Arrizabalaga (Bérriz, Biscaia, Espanha, 14 de maio de 1957), apelidado O Junco de Bérriz, é um ex-ciclista espanhol, profissional entre os anos 1979 e 1992, durante os quais conseguiu 52 vitórias, fez parte da época na que começou a se cultivar o ciclismo espanhol com a retransmissão ao vivo do final das etapas desde 1983. A época ou geração que ele representa está formada por ciclistas como Ángel Arroyo ou José Luis Laguía, e a acabou liderando Pedro Delgado com a passagem do tempo.
O seu irmão, Ismael Lejarreta (1953), e o seu sobrinho, Iñaki Lejarreta (1983-2012), também foram ciclistas profissionais.

## Biografia
Desportivamente era um corredor de grande classe, ciclista de grande fundo, escalador por natureza e que a partir de sua estadia na Itália melhorou em contrarrelógio até ao ponto de acabar sendo uma de suas melhores armas. Marino militou em sete equipas: Novostil-Helios, Teka, Alfa Lum, Alpilatte-Olmo, Seat-Orbea, Caja Rural-Orbea e ONZE. Pode-se-lhe considerar como a pedra angular do ONZE ao ser o primeiro capitão da equipa. Dedicou grande parte de sua carreira a disputar as Grandes Voltas, realizando frequentemente boas atuações e ganhando etapas nas três. Ao princípio da sua carreira desportiva, competiu sobretudo na Volta a Espanha, a qual ganhou no ano de 1982. Foi um grande aficionado ao Giro d'Italia, onde sempre conseguiu bons resultados. Para o ocaso de sua carreira, começou a correr também o Tour, correndo e finalizando, em várias ocasiões, as três Grandes Voltas.
Na Volta a Espanha, foi vencedor em 1982 graças à desclassificação de Ángel Arroyo por dopagem. Também terminou segundo em 1983 e terceiro em 1991, na que venceu seu colega de equipa Melchor Mauri. Também ficou 5.º em 1980 e 1986 e conseguiu cinco triunfos parciais.
No Giro de Itália, onde conseguiu dois triunfos parciais, esteve perto várias vezes de subir ao pódio, ainda que nunca o conseguiu. Foi 4.º em 1984 e 1987, 5.º em 1985 e 1991, 6.º em 1983, 7.º em 1990 e 10.º em 1989.
No Tour de France conseguiu só uma vitória de etapa, mas foi 5.º em 1989 e 1990, 10.º em 1987, 16.º em 1988 e 18.º em 1986.
Ganhou três edições da Clássica de San Sebastián, e em 1982 esteve perto de ganhar o Campeonato do Mundo de Ciclismo, marchando escapado nos últimos quilómetros, ainda que ao final foi neutralizado e só pôde ser quinto.
Em abril de 1992 sofreu uma aparatosa queda que lhe manteve seis meses afastado da competição, durante o decorrer da 38.ª edição do Grande Prêmio de Primavera (agora Klasika Primavera), em Amorebieta (Biscaia). Ainda que voltou à competição em outubro do mesmo ano na Volta à La Rioja, Lejarreta abandonou o ciclismo profissional ao termo dessa temporada.
Depois de ser um dos diretores da desaparecida equipa ONZE, em 2019 era comentarista nas retransmissões de ciclismo da EITB e reside em Durango.

## Palmarés
| - 1980 - Volta à Catalunha - Escalada a Montjuic, mais 1 etapa - 1 etapa da Volta às Astúrias - 1981 - Clássica de San Sebastián - Subida ao Naranco - Clássica de Ordizia - Circuito de Guecho - 1 etapa do Tour de Tarn - 1982 - Clássica de San Sebastián - Volta a Espanha , mais 1 etapa - Volta a Castilla, mais 1 etapa - Volta a Cantábria, mais 1 etapa - Volta à La Rioja - Escalada a Montjuic, mais 2 etapas - 1 etapa da Volta aos Vales Mineiros - 1 etapa da Subida a Arrate - 1983 - Giro dos Apeninos - Escalada a Montjuic, mais 2 etapas - 2.º na Volta a Espanha, mais 3 etapas e classificação por pontos - 1984 - 1 etapa do Giro d'Italia - Subida ao Txitxarro - 1986 - Subida ao Naranco - Volta a Burgos - 1 etapa da Volta a Espanha | - 1987 - Clássica de San Sebastián - Subida a Urkiola - Volta a Burgos, mais 2 etapas - Bicicleta Eibarresa - Subida a Arrate - 1988 - Subida a Urkiola - Volta a Burgos, mais 1 etapa - Volta a Galiza - Escalada a Montjuic, mais 2 etapas - Clássica de Ordizia - 1989 - Volta à Catalunha - G.P. Primavera - 1 etapa da Volta à La Rioja - Clássica de Ordizia - 1990 - 1 etapa do Tour de France - Volta a Burgos, mais 1 etapa - Escalada a Montjuic, mais 1 etapa - 1991 - 3.º na Volta a Espanha - 1 etapa do Giro d'Italia - 1992 - Subida ao Txitxarro |

## Resultados em Grandes Voltas e Campeonato do Mundo
Durante a sua carreira desportiva tem conseguido os seguintes postos nas Grandes Voltas e nos Campeonatos do Mundo em estrada:
| Corrida            | 1979 | 1980 | 1981 | 1982 | 1983 | 1984 | 1985 | 1986 | 1987 | 1988 | 1989 | 1990 | 1991 | 1992 |
| ------------------ | ---- | ---- | ---- | ---- | ---- | ---- | ---- | ---- | ---- | ---- | ---- | ---- | ---- | ---- |
| Giro d'Italia      | -    | -    | -    | -    | 6.º  | 4.º  | 5.º  | -    | 4.º  | -    | 10.º | 7.º  | 5.º  | -    |
| Tour de France     | -    | -    | 35.º | 37.º | -    | -    | -    | 18.º | 10.º | 16.º | 5.º  | 5.º  | 53.º | -    |
| Volta a Espanha    | 30.º | 5.º  | Ab.  | 1.º  | 2.º  | Ab.  | -    | 5.º  | 34.º | Ab.  | 19.º | 55.º | 3.º  | -    |
| Mundial em Estrada | -    | Ab.  | 15.º | 5.º  | 25.º | 13.º | 57.º | 56.º | 38.º | 74.º | 11.º | 21.º | 49.º | -    |

-: Não participa

Ab.: Abandono